# Unčani
Unčani is een plaats in de gemeente Dvor in de Kroatische provincie Sisak-Moslavina. De plaats telt 261 inwoners (2001).